# Kocoń
Kocoń ist eine Ortschaft mit einem Schulzenamt der Gemeinde Ślemień im Powiat Żywiecki der Woiwodschaft Schlesien in Polen.

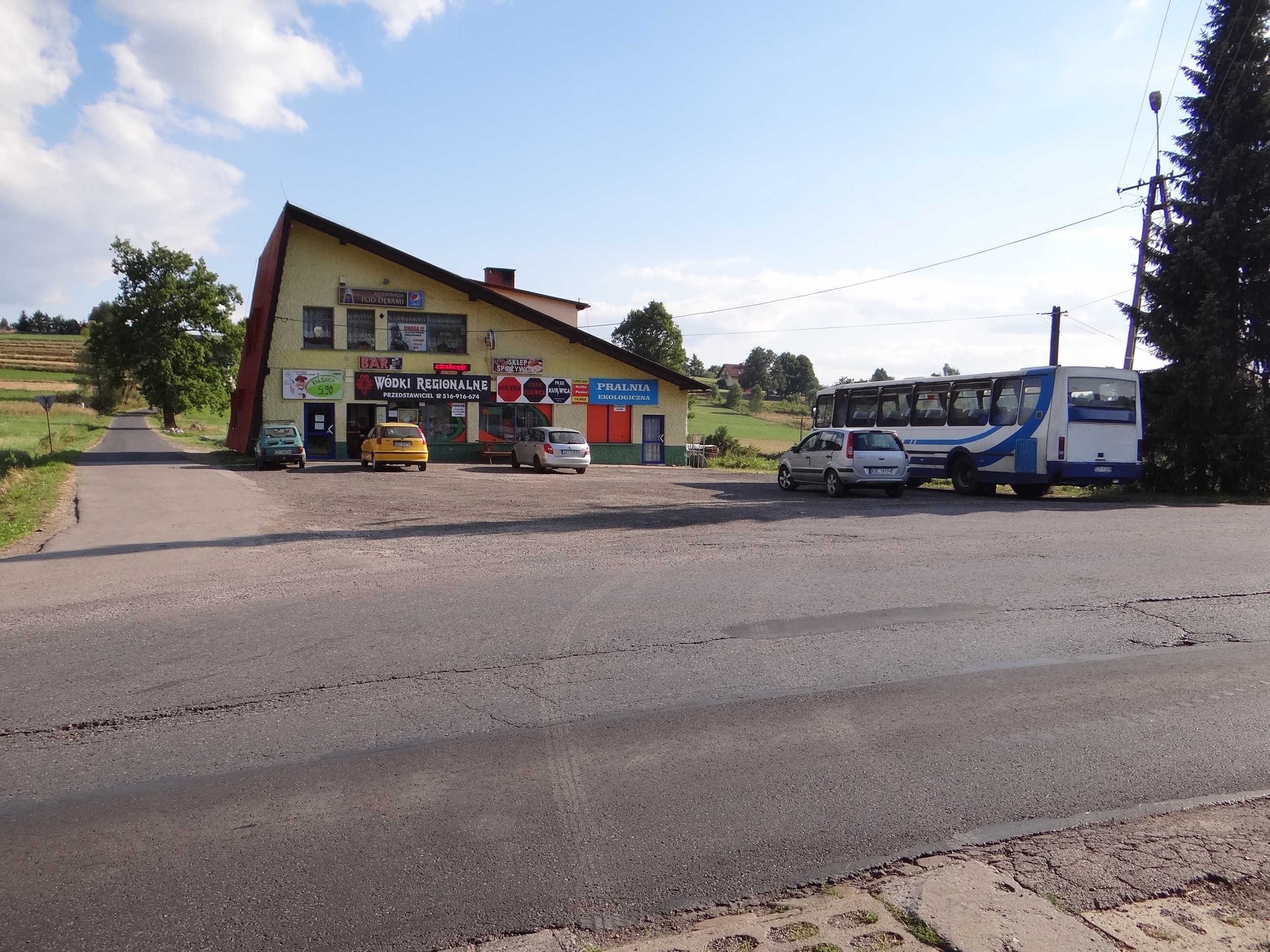
Przydawki-Pass in Kocoń,

## Geographie
Der Ort liegt zwischen den Kleinen Beskiden im Norden und dem Czeretniki-Kamm der Makower Beskiden im Süden, im Przydawki-Pass, im Brama Kocońska (Kocońer-Tor) an der Wasserscheide zwischen den Zuflussgebieten der Soła (der Bach Kocoń im Westen) und Skawa (Kocońka im Osten). Die Nachbarorte sind Ślemień im Westen und Norden, Las im Osten, sowie Kurów im Süden.

## Geschichte
Der Ort wurde im späten 16. Jahrhundert unter der Familie Komorowski, den Besitzern des Landes Saybusch, durch Walachen gegründet. Ab 1608 gehörte er zur Herrschaft Ślemień. 
Bei der Ersten Teilung Polens kam das Dorf 1772 zum neuen Königreich Galizien und Lodomerien des habsburgischen Kaiserreichs (ab 1804). Ab 1782 gehörte es dem Myslenicer Kreis (1819 mit dem Sitz in Wadowice). Nach der Aufhebung der Patrimonialherrschaften bildete es nach 1850 eine Gemeinde im Bezirk Saybusch.
1918, nach dem Ende des Ersten Weltkriegs und dem Zusammenbruch der k.u.k. Monarchie, kam Kocoń zu Polen. 1923 wurde das Dorf aus dem Powiat Żywiecki herausgelöst und an den Powiat Makowski angeschlossen, aber nach den Protesten der örtlichen Bevölkerung wurde diese administrative Grenzverschiebung 1931 rückgängig gemacht.
Nach der Besetzung Polens durch die Wehrmacht im Zweiten Weltkrieg gehörte es zum Landkreis Saybusch im Regierungsbezirk Kattowitz in der Provinz Schlesien (seit 1941 Provinz Oberschlesien). 1939 hatte das Dorf 1079 Einwohner. In der Aktion Saybusch wurden in Kocoń am 11. Oktober 1940 77 Familien bzw. 359 Polen zwangsweise ausgesiedelt, um es mit 23 volksdeutschen Familien bzw. 128/126 Römisch-Katholiken aus Ostgalizien und dem Buchenland zu besiedeln. Die Reduzierung der Einwohnerzahl auf 200, die völlige Germanisierung und die Umbenennung zu Rauhenwald wurde damals für das Dorf geplant, aber vor Ende des Weltkriegs nicht eingeführt.
Von 1975 bis 1998 gehörte Kocoń zur Woiwodschaft Bielsko-Biała.

## Persönlichkeiten
- Albin Małysiak (1917–2011), polnischer Ordensgeistlicher und römisch-katholischer Weihbischof in Krakau.